# Xeropigo candango
Xeropigo candango is een spinnensoort uit de familie van de loopspinnen (Corinnidae).
De wetenschappelijke naam van de soort werd in 2007 gepubliceerd door Danni Roberto Santos De Souza & Alexandre Bragio Bonaldo.